# Schlins
Schlins ist eine Gemeinde des Walgaus im österreichischen Bundesland Vorarlberg mit 2593 Einwohnern (Stand 1. Jänner 2024).

## Geografie
Schlins liegt nördlich (rechts) der Ill im Bezirk Feldkirch am Nordrand des Walgaus auf 502 m ü. A. unterhalb der Ruine Jagdberg. Durch das südliche Gemeindegebiet fließt der Giesenbach.
Die Gemeinde hat eine Fläche von 6,06 Quadratkilometer. Davon sind 43 Prozent landwirtschaftliche Nutzfläche, 33 Prozent der Fläche sind bewaldet.

### Gliederung
Ortsteile der Gemeinde sind:
- Baling
- Frommengärsch
- Jupident
- Rönsberg

### Nachbargemeinden
|          | Röns                                        | Schnifis      |
| Satteins | Kompassrose, die auf Nachbargemeinden zeigt |               |
|          | Nenzing (BZ)                                | Bludesch (BZ) |

## Geschichte
Die Habsburger regierten die Orte im heutigen Vorarlberg wechselnd von Tirol und Vorderösterreich (Freiburg im Breisgau) aus. Von 1805 bis 1814 gehörte der Ort zu Bayern, dann wieder zum Kaisertum Österreich.
Zum österreichischen Kronland Vorarlberg gehörte Schlins seit der Gründung 1861. Der Ort war 1945 bis 1955 Teil der französischen Besatzungszone in Österreich.

### Bevölkerungsentwicklung

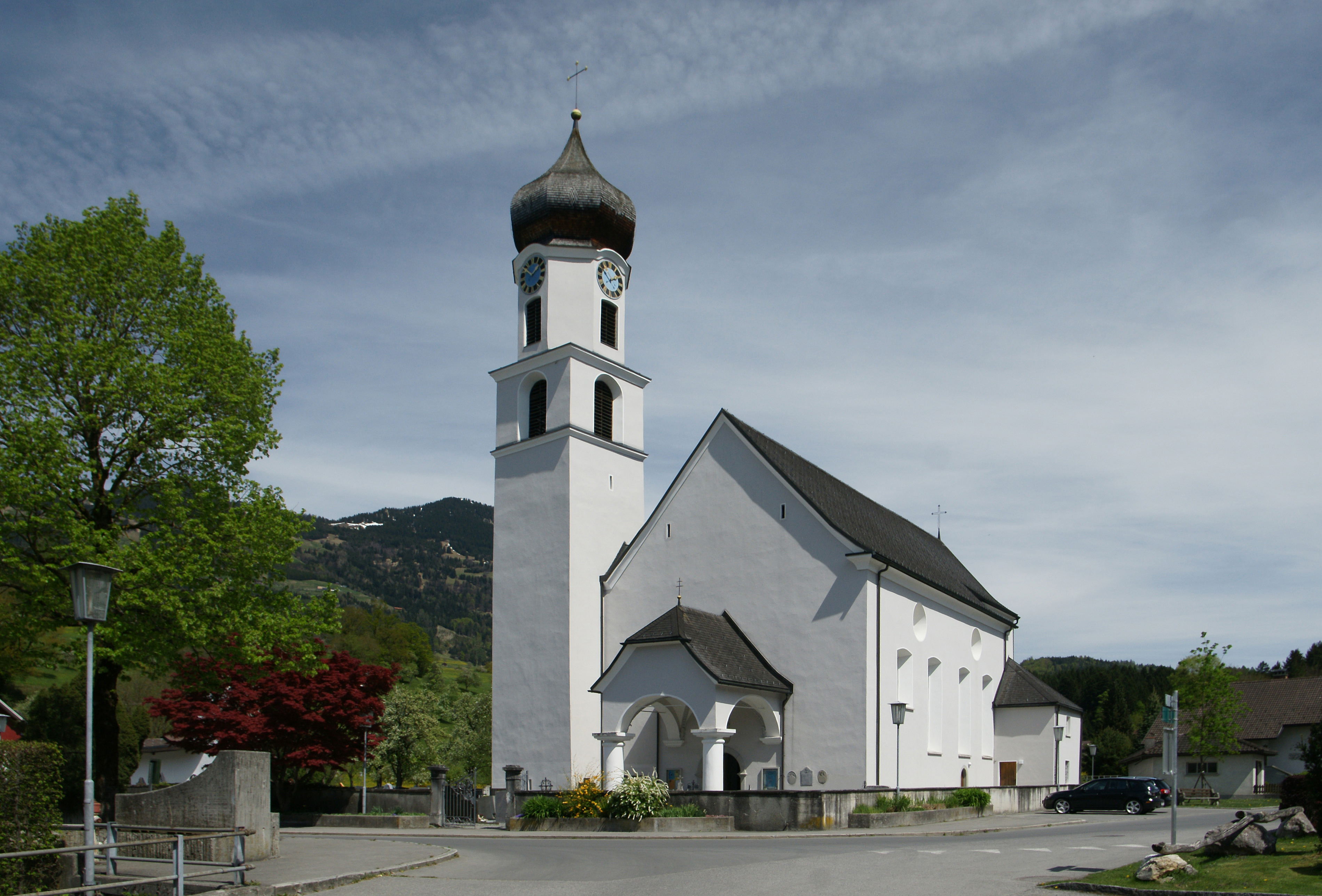
Pfarrkirche Schlins

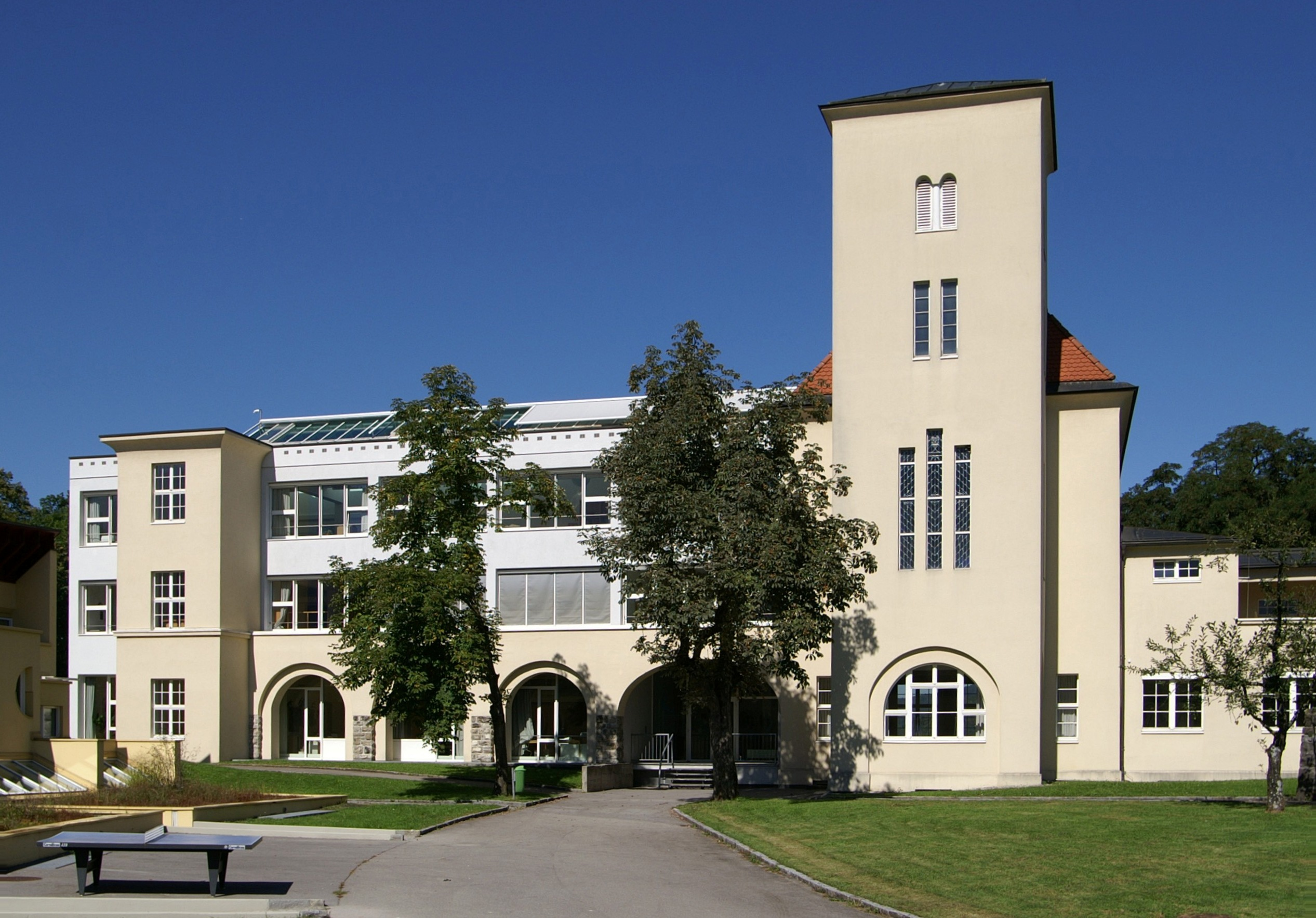
Landessonderschule Jagdberg. Heute Schule Sozialpädagogisches Internat der Vorarlberger Kinderdorf GmbH

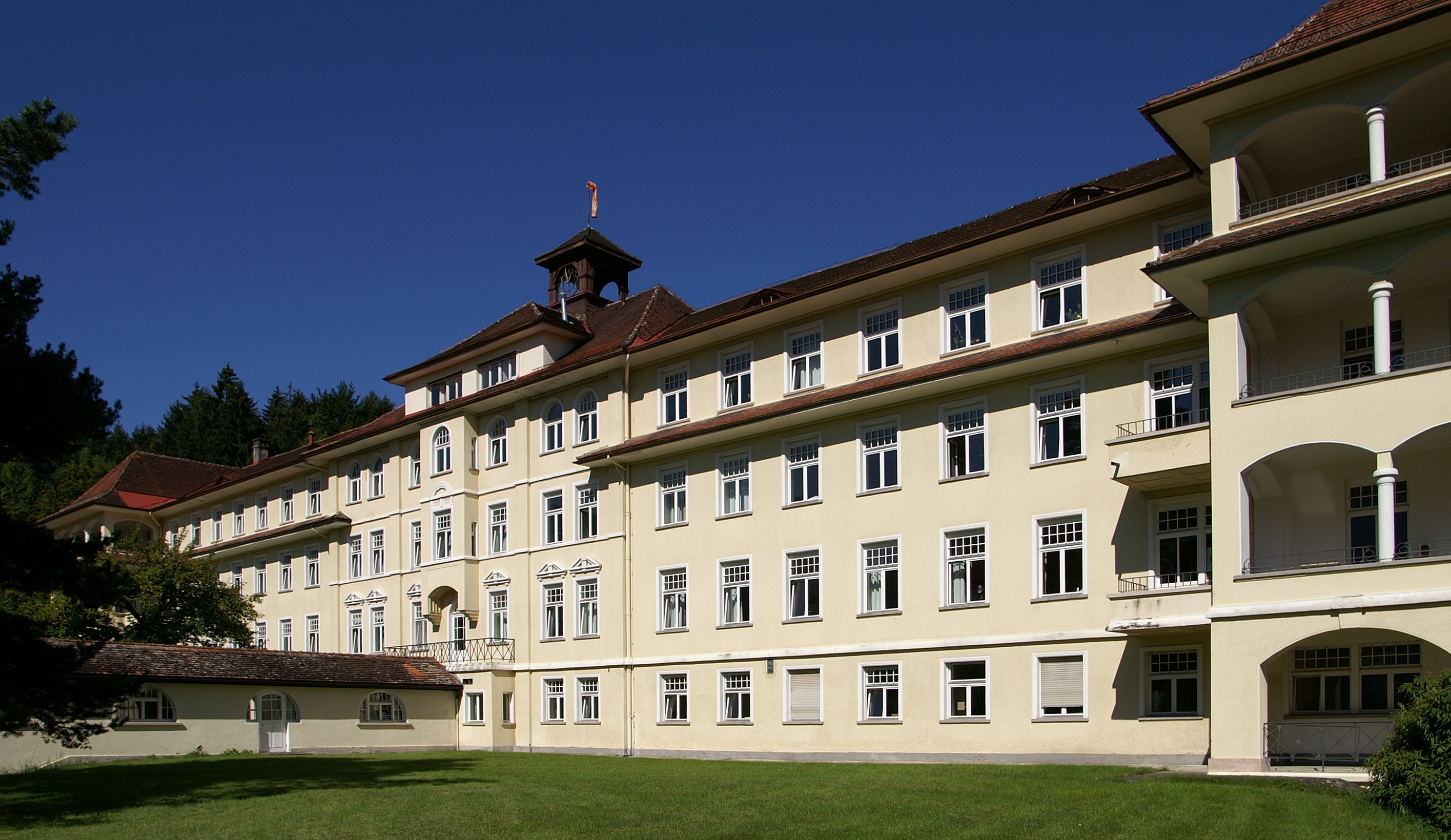
Lungenheilstätte Gaisbühel

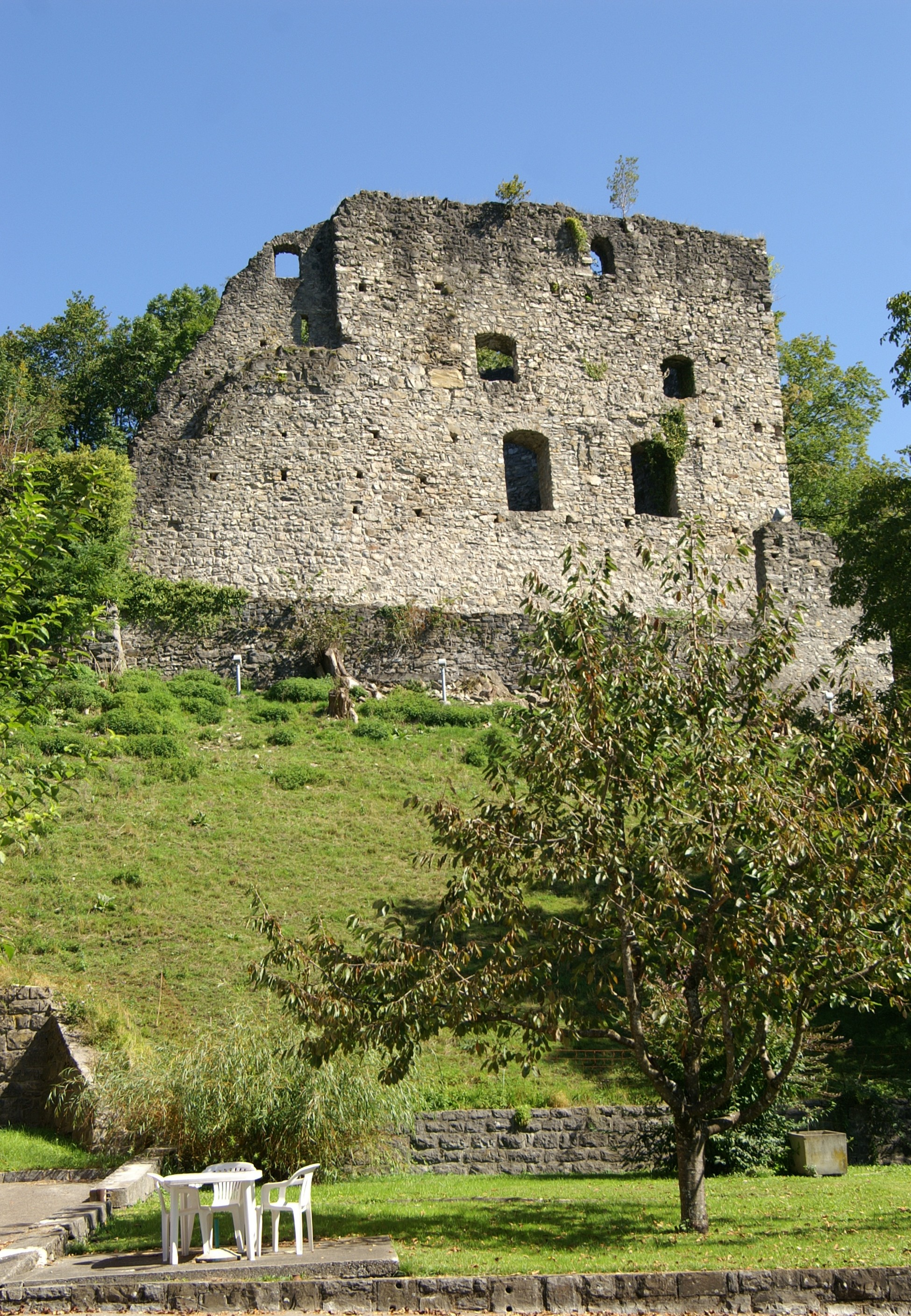
Burg Jagdberg

War die Wanderungsbilanz im Jahrzehnt 1981 bis 1990 noch negativ, so sind seither sowohl Geburtenbilanz als auch Wanderungsbilanz positiv.

## Kultur und Sehenswürdigkeiten

### Bauwerke
- Die Pfarrkirche Unsere Liebe Frau Unbefleckte Empfängnis war bereits um 821 eine Hilariuskirche und um 940 die Ecclesia S. Michaelis in Sline et capella S. Mariae. Die heutige Kirche wurde 1699 geweiht und in den Jahren 1781, 1887, 1959 und 1992 restauriert. 1963 und 1987 wurde das Äußere restauriert.
- Die Kapelle Hl. Anna in Frommengärsch wurde vor 1500 erbaut und 1512 geweiht.
- Kapelle Hl. Johannes Bosco: Die Kapelle wurde 1927 nach dem Plan von Willibald Braun in der Landessonderschule Jagdberg erbaut.
- Kapelle Unsere Liebe Frau vom Rosenkranz: Die Kapelle in Jupident wurde 1963 erbaut. Sie besitzt einen Saalraum mit flachgewölbter Holzdecke und Betonglasfenster und diverse Wandbilder des Schrunser Künstlers Konrad Honold.
- Die Burgruine Jagdberg wurde vermutlich im 12. Jahrhundert erbaut. Sie diente als Mittelpunktsburg der Grafen von Montfort-Feldkirch bzw. Feldkirch-Tosters für die Ende des 13. Jahrhunderts aus der Grafschaft Feldkirch verselbständigte Herrschaft im Vorderen Walgau. Das Innere des Palas wird seit 1949 als Freilichtbühne verwendet.
- Landessonderschule Jagdberg: 1908 erfolgte die Einbeziehung des Ruinengeländes in das Erziehungsheim und heutige Landesjugendheim Jagdberg durch die Anlage eines Schwimmbassins im Burghof. Das Gebäude wurde 1927 nach Plänen von Willibald Braun erweitert.
- Lehmhaus Rauch

### Vereine
Bienenzuchtverein Jagdberg, Eine Welt Gruppe Schlins Röns, ERNE FC Schlins, Figl Club Satteins-Schlins, Fischereiverein Schlins, Freiwillige Feuerwehr Schlins, Gemeindemusik Schlins, Handwerker und Gewerbezunft Schlins Röns, Jagdbergnarra, Männerchor Schlins-Röns, Mobile Schlins, Nikolausverein Schlins, Obst- und Gartenbauverein, Taekwondo Schlins, Trachtengruppe Schlins, Union Tennisclub Schlins.

## Wirtschaft und Infrastruktur
Im Jahr 2010 gab es in Schlins fünfzehn land- und forstwirtschaftliche Betriebe, davon acht Haupterwerbsbetriebe. Diese bewirtschafteten 83 % der Flächen. Im Jahr 2011 waren in der Gemeinde 39 Betriebe im sekundären Sektor (meist Herstellung von Waren und Bau), sowie 108 Betriebe im tertiären Sektor, vor allem im Handel (24), freiberufliche Dienstleistungen (25) und soziale und öffentliche Dienste (37). Die Betriebe im sekundären Sektor beschäftigten 468 Personen, davon 408 bei der Herstellung von Waren. Im tertiären Sektor waren 446 Menschen beschäftigt, davon mehr als die Hälfte in sozialen und öffentlichen Diensten.

### Bildung
In der Gemeinde gibt es einen Kindergarten, eine Volksschule und die Landesschule Jupident für Kinder mit besonderen sozialen und emotionalen Bedürfnissen. Im Schuljahr 2017/18 waren 110 Schüler in der Volksschule und 96 Kinder in der Landesschule Jupident.

### Verkehr
Schlins teilt sich zusammen mit Beschling eine Haltestelle an der Bahnstrecke Lindau–Bludenz, an der Station halten Züge der S1.

## Politik

### Gemeindevertretung
In Vorarlberg wählen die Bürger alle fünf Jahre die Mitglieder der Gemeindevertretung durch Ankreuzen eines Listen-Wahlvorschlages bzw. durch Mehrheitswahl wenn kein Listenvorschlag vorliegt. Weiters den Bürgermeister durch Ankreuzen eines Wahlvorschlages.
Die Gemeindevertretung wählt in der konstituierenden Sitzung aus ihrer Mitte – sofern keine Wahl durch die Bürger zustande kam – gemäß § 61 Gemeindegesetz einen Bürgermeister und dann einen mindestens dreiköpfigen Gemeindevorstand. Die Zahl dieser „Gemeinderäte“ darf aber gemäß § 55 den vierten Teil der Zahl der Gemeindevertreter nicht übersteigen.
Der Bürgermeister führt den Vorsitz bei den generell öffentlichen Sitzungen der Gemeindevertretung, in denen kommunale Belange besprochen und Beschlüsse gefasst werden. Beobachter haben kein Mitspracherecht und kein Stimmrecht. Die Gemeindevertretung kann nach Bedarf Ausschüsse bestellen. Sitzungen des Gemeindevorstandes und der Ausschüsse sind nicht öffentlich.

#### Sitzverteilung nach den Wahlen
- Gemeindevertretungswahlen 1985: SPÖ 9, ÖVP 6, Unabhängige Liste 2, FPÖ 1.[10]
- Gemeindevertretungswahlen 1990: SPÖ 7, ÖVP 7, Unabhängige Liste 2, FPÖ 2.[11]
- Gemeindevertretungswahlen 1995: ÖVP 9, SPÖ 7, Freiheitliche 2.[12]
- Gemeindevertretungswahlen 2000: ÖVP 12, SPÖ 3, Freiheitliche 3.[13]
- Gemeindevertretungswahlen 2005: ÖVP 11, SPÖ 7, FPÖ 3.[14]
- Gemeindevertretungswahlen 2010: ÖVP 12, SPÖ 6, FPÖ 3.[15]
- Gemeindevertretungswahlen 2015: ÖVP 13, SPÖ 5, FPÖ 3.[16]
- Gemeindevertretungswahlen 2020: ÖVP 14, SPÖ 5, Freiheitliche 2.[17]
- Gemeindevertretungswahlen 2025: ÖVP 13, SPÖ 5, FPÖ 3.[18]

### Bürgermeister
- 1945–1950 Franz Josef Jussel[19]
- 1950–1955 Leo Amann[19]
- 1955–1964 Richard Bösch[19]
- 1964–1970 Albert Rauch[19]
- 1970–1980 Elmar Kalb[19]
- 1980–1991 Erich Jussel[19]
- 1991–1995 Karl-Heinz Galehr[19]
- 1995–2013 Harald Sonderegger (ÖVP)[19][20]
- 2013–2020 Gabriele Mähr (ÖVP)[20][21][22]
- Mai–September 2020 Roman Dörn (Vize-Bgm.)[22]
- seit September 2020 Wolfgang Lässer (ÖVP)[23]

### Wappen
Der Gemeinde wurde 1911 folgendes Wappen verliehen: Ein durch einen schrägrechten blauen Bach von Silber über Gold geteilter Schild. In dem oberen Felde erscheint eine schwarze Kirchenfahne mit zwei Zinnenschnitten und drei Ringen am Hauptrande. Das untere Feld zeigt ein quergestelltes grünes Hifthorn mit schwarzem Tragriemen.
Das Hifthorn (Jagdhorn) symbolisiert das Schloss Jagdberg, das jetzt als Ruine oberhalb des Ortes liegt.

## Persönlichkeiten

### Söhne und Töchter der Gemeinde
- Bartholomäus Bernhardi (1487–1551), Theologe und Reformator
- Johannes Bernhardi (1490–1534), Professor für Physik und Rhetorik an der Universität Wittenberg
- Ambros Nesensohn (1908–1982), Politiker (VdU/FPÖ)
- Albert Rauch (1908–1970), Maler
- Friedrich Fetz (1927–2013), Hochleistungssportler, Sportwissenschaftler und Biomechaniker
- Rudolf Jussel (* 1959), Politiker und Raumausstatter (FPÖ)

### Mit der Gemeinde verbundene Persönlichkeiten
- Arno Sonderegger (* 1974), Afrikawissenschaftler und Historiker